# Eugène Bonnin de La Bonninière de Beaumont
Eugène Bonnin de la Bonninière de Beaumont, vicomte de Beaumont, né le 20 novembre 1778 à Beaumont-la-Ronce, et mort le 20 avril 1848 au château de Domezac, commune de Saint-Gourson, était un chef militaire chouan et officier français du XVIIIe siècle.

## Biographie
Fils d'Anne-Claude de la Bonninière, comte de Beaumont, marquis de la Châtre-sur-Loir et de Marguerite Le Pellerin de Gauville.
Il épousa Adelaïde-Renée-Louise Lejeune de Créquy-Daumeray (1720-1818) le 10 floréal an VII (29 avril 1799).

### Chouannerie
En 1815, pendant les Cent-Jours et la période de la petite chouannerie, le vicomte de Beaumont est colonel de l'ancienne légion Lowinski, dans la deuxième division de l'armée catholique et royale du Maine, rive droite de la Loire,, avec comme chef d'état-major Henri-René Bernard de la Frégeolière, et sous le commandement du général Louis d'Andigné.
Le 9 juin 1815, il participe avec une partie de sa légion à la prise de la ville du Lude.
Après le licenciement, il fut nommé colonel de la Garde nationale du canton de Baugé par ordonnance royale du 3 juin 1815, puis président du collège électoral de Baugé et conseiller général de Maine-et-Loire pour le canton de Durtal de 1814 à 1830. Il fut maire de la commune de Daumeray en 1813, puis de 1815 à 1818.

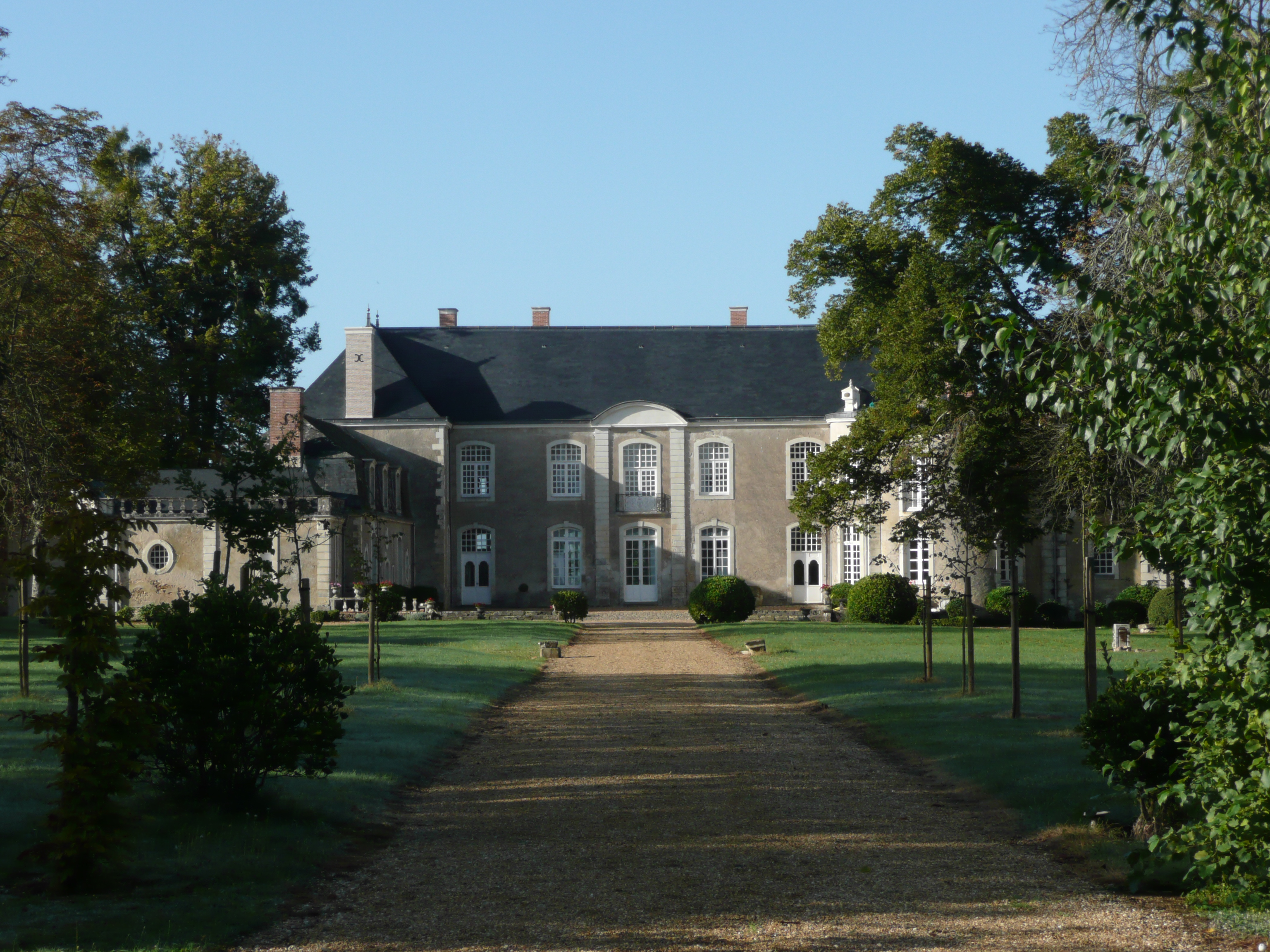
Daumeray - Château de la Roche-Jacquelin

Pendant l’insurrection royaliste dans l’ouest de la France et la chouannerie de 1832, son château de la Roche-Jacquelin fut choisi comme dépôt d'armes et de munitions, il est commandant sur les deux rives du Loir, après l'échec de l'insurrection, condamné par contumace, il dut s'expatrier jusqu'en 1834.

## Décorations
- Chevalier de l'ordre royale et militaire de la Légion d'honneur le 25 avril 1821[8].
- Décoration du Lys[2] (Ordre du Lys)

## Sources
- Dictionnaire historique, géographique et biographique de Maine-et-Loire, Célestin Port. Version originale 1874.
- Base Léonore